# Tradycjonalistyczna Wspólnota Karlistowska
Tradycjonalistyczna Wspólnota Karlistowska (hiszp. Comunión Tradicionalista Carlista, CTC) – hiszpańskie, skrajnie prawicowe ugrupowanie polityczne głoszące idee karlizmu.
Ugrupowanie zostało powołane na kongresie jedności karlistów zwołanym w maju 1986 r. w miejscowości San Lorenzo de El Escorial. Różne niewielkie grupy karlistowskie, które  odłączyły się od Partii Karlistowskiej z powodu jej ideologicznej ewolucji w stronę lewicową, połączyły się na kongresie w jedną partię pod nazwą  Comunión Tradicionalista Carlista. W jej skład weszli też działacze wierni pretendentowi do tronu hiszpańskiego Ksaweremu de Borbón-Parma oraz członkowie Regencia de Estella Mauricia de Sivatte. W 1996 r. z partii zostali wydaleni działacze frankistowscy i integryści. Pierwszym jej przewodniczącym został Domingo Fal Conde, syn Manuela Fal Conde, przywódcy historycznych karlistów. Obecnie na czele CTC stoi María Cuervo-Arango Cienfuegos-Jovellanos. Podczas wyborów do Parlamentu Europejskiego w 1994 r. partia uzyskała 0,03% poparcia, z czego najwięcej w Nawarze – 0,21%. W wyborach parlamentarnych startowała do Senatu, zdobywając ok. 25 tys. głosów w całej Hiszpanii. Z kolei w wyborach parlamentarnych w 2008 r. uzyskano ok. 45 tys. głosów. Organem kierowniczym CTC jest kolegialna Junta Zarządzająca (Junta de Gobierno). Struktury partyjne istnieją m.in. w Madrycie, Barcelonie, Bilbao, Walencji, Sewilli, Llírii.
Organami prasowymi ugrupowania są gazeta "Acción Carlista", dwumiesięcznik "Ahora", przegląd historyczny "Aportes", "Fuerista" i "Arrels Carlines" (wydawana w języku katalońskim). Istnieje partyjna organizacja młodzieżowa pod nazwą Cruz de Borgoña, która wydaje pismo "Ahora Información". Tradycyjnym symbolem Wspólnoty jest (czerwony na białym tle) krzyż św. Andrzeja, a hymnem marsz Oriamendi. Członkowie noszą charakterystyczny biały lub czerwony beret. Program nawiązuje do tradycji historycznej Comunión Tradicionalista Carlista. Opiera się na haśle: "Dios, Patria, Fueros, Rey" ("Bóg, Ojczyzna, Prawa Lokalne, Król"). Celem partii jest wprowadzenie organicznego modelu organizacji społeczeństwa, odwołującego się do hiszpańskiej tradycji. Ma nastąpić restauracja królestwa w podziale terytorialnym wytworzonym w okresie rekonkwisty opierającego się na religii katolickiej i nauce społecznej kościoła. Z tego tytułu CTC przeciwstawia się rozwodom, aborcji, eutanazji, małżeństwom osób tej samej płci i laicyzmowi w życiu publicznym oraz wszelkim innym zjawiskom sprzecznym z katolicką wizją rodziny i życia. Partia utrzymuje kontakty ze środowiskami tradycyjnych katolików na całym świecie.